# Бойтлер, Михаил Сергеевич

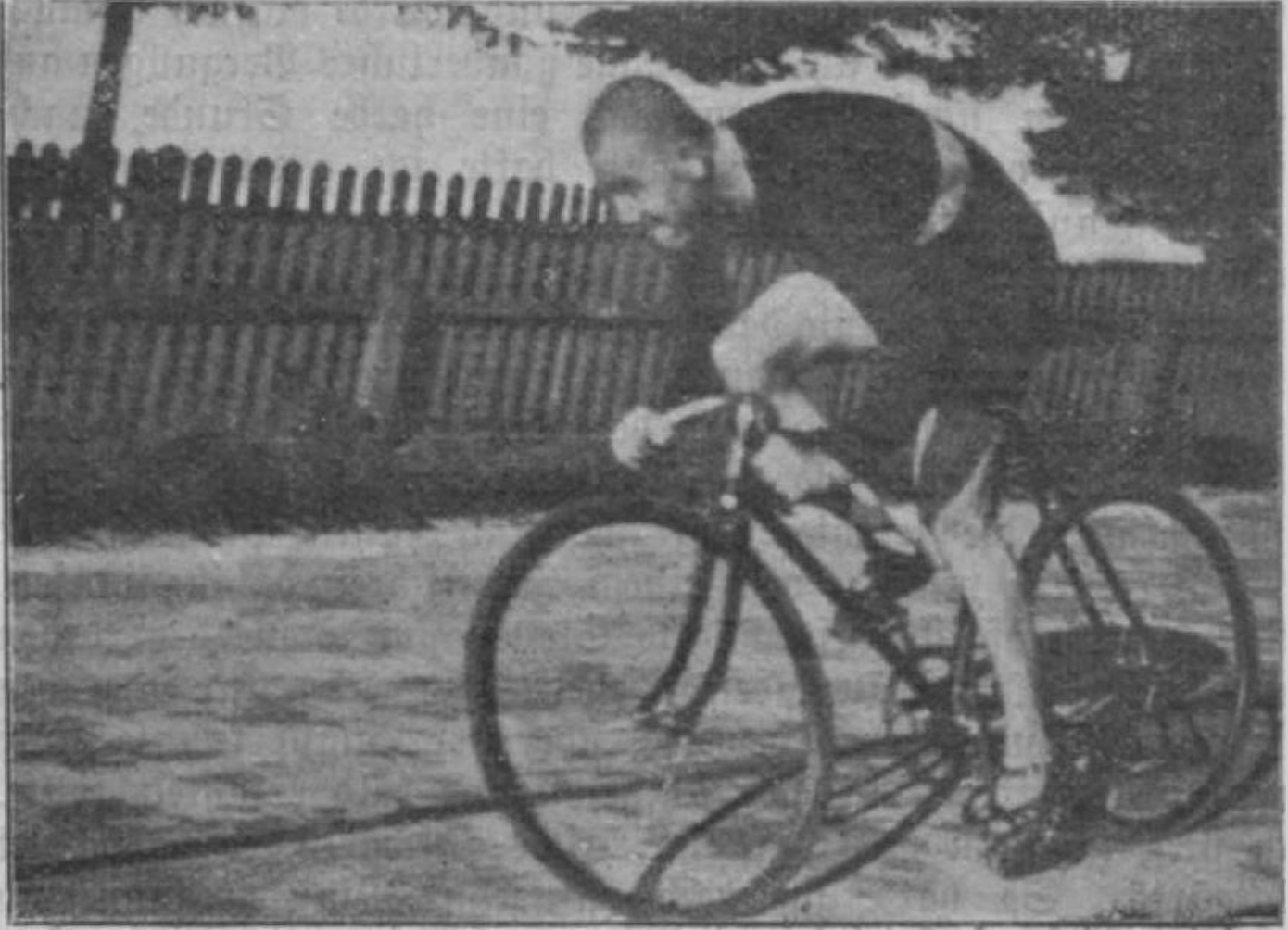
Михаил Бойтлер на велотреке Юрмала 1910

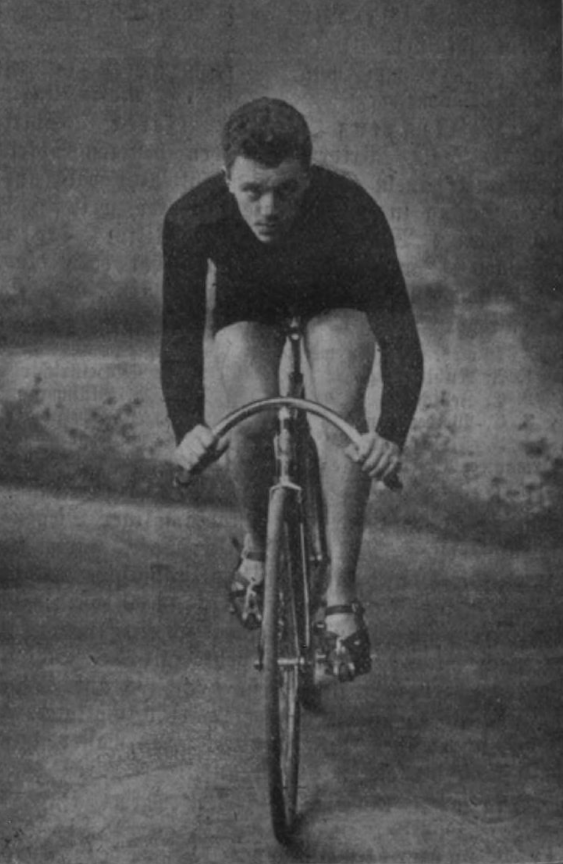
Михаил Бойтлер (команда Юнион) на велотреке Юрмала Майори 1907

Михаил Сергеевич (Самойлович) Бойтлер (в соревнованиях участвовал под именем Бойтлер-Гарден) — российский спортсмен, велогонщик и боксёр, тренер-методист, деятель и теоретик кинематографа, сценарист. Один из пионеров велосипедного спорта в России.
Пятикратный чемпион России по велоспорту (1905—1918).

## Биография
Родился в Риге, брат кинокомика Аркадия Бойтлера, сделавшего карьеру в США и Мексике, а также танцовщицы Инны Самойловны Чернецкой и архитектора Вениамина Самойловича Бойтлера.
Чемпион России по велоспорту 1905, 1907 и 1917 годов, чемпион первого чемпионата РСФСР по велоспорту (1918). Серебряный призёр первого чемпионата РСФСР по боксу в лёгком весе (1918). Занимался также конькобежным спортом.
Работал на киностудиях «Пролеткино» и «Севзапкино», автор сценария картины «На верном следу» (1925) и первого советского приключенческого фильма «Борьба за „Ультиматум“» (с В. Киршоном, 1923). В 1920-х годах (до его закрытия в 1930 году) — директор кинотеатра на Малой Дмитровке, 6 (ныне — театр Ленком), где организовал дискуссионный клуб и внедрил ряд новшеств в области кинорекламы. В кинотеатре создал «Ночной клуб», или «Заячью академию», как окрестил клуб Эйзенштейн, куда Михаил Бойтлер впускал 115 студентов, желающих обучаться кино. По словам Наума Клеймана, из «питомцев» Михаила Бойтлера выросли такие кинорежиссеры как Сергей Эйзенштейн, Дзига Вертов, Эсфирь Шуб, Лев Кулешов, Александра Хохлова.
Ассистент Эйзенштейна А. Левшин описывает происхождение приема «остановленного времени» в работах Эйзенштейна:
«У Бойтлера просматривался многосерийный американский фильм „Дом ненависти“ с Перл Уайт в главной роли. В каждой серии наследников одного знатного семейства систематически уничтожала таинственная „черная маска“… Сюжет был построен мастерски: в каждой серии подозрение в убийстве падало то на одного наследника, то на другого… Жак Костелло начинал снимать свой черный балахон — снимал медленно, наслаждаясь тем, что вот сейчас он сам откроет свою тайну… По голове тянулась, текла черная материя, время словно застыло, а материя продолжала течь и течь… Сергей Михайлович, бурно реагировавший на эти сцены, взял подобный прием на вооружение… Кое-что он использовал в сцене поливания водой из брандспойтов в картине „Стачка“, где вода течет, как текла черная материя по голове Костелло — неотвратимо, нескончаемо долго».
Работал в Ассоциации работников революционной кинематографии (АРРК). Автор нескольких теоретических трудов по организации кинематографа («Реклама и кино-реклама», 1926; «Кинотеатр: организация и управление», 1926; «Культурный кино-театр», 1930).
С 1934 года преподавал на отделении велосипедного и конькобежного спорта Высшей школы тренеров ГЦИФКа, был одним из самых известных тренеров по конькобежному и велоспорту в Москве. Автор учебного пособия «Велосипедный спорт в комплексе ГТО» (1949) и методических разработок.
С конца 1940-х годов преподавал на физико-техническом факультете Московского университета (старший преподаватель). Руководил студенческими велопробегами: во время велопробега студентов физико-технического факультета МГУ «Москва — Минск — Киев — Одесса — Ялта — Симферополь — Харьков — Курск — Москва» (4050 км, 16 июля — 4 сентября 1951) был установлен Всесоюзный вузовский рекорд по дальности и трудности перехода большой группой (20 человек).
С 1947 года работал в юношеской спортшколе в МосгорОНО.

### Отзывы современников
Вот что вспоминает о нем Сергей Бархин: «Тренер Бойтлер — немолодой, далеко за сорок, крупный сухопарый господин с изрезанным волевыми морщинками навсегда загорелым красным лицом немецкого летчика или полярника. Увидеть эту звезду района часто можно было на гоночном велосипеде в окружении десяти — двенадцати молодых спортсменов, пестро одетых в тренировочные костюмы юношей и девушек, едущих по Плющихе к Бородинскому мосту и далее. Встреча с этой кавалькадой тогда на фоне темной и бедной толпы производила впечатление турнира рыцарей на конях и в латах, во главе с королем Артуром. Это были спортсмены-профессионалы, возможно, замеченные и нужные стране или хоть райкому и этим отличающиеся от никому не интересной массы.»

### Семья
Был женат. Сын Эдуард, работал в научно-исследовательском кинофотоинституте, коллекционер марок.

## Фильмография
- 1923 — Борьба за «Ультиматум» (с В. М. Киршоном, Пролеткино, 1923)
- 1925 — На верном следу (Севзапкино)[20]